# 想像競合
想象竞合（德語：Idealkonkurrenz），《德国刑法》上又称單項犯罪（德語：Tateinheit），即一行为数罪，是指行为人实施的同一个行为（德語：dieselbe Handlung）数次实现不法构成要件而成立数罪。形象地说即一石二鸟、一箭双雕、一炮雙響。
而多項犯罪一道發生之時，則以實質競合處理。想像競合與實質競合並稱競合論。

## 法理
想象竞合的法律效果是从一重罪处断，即在宣告竞合之数罪名后，仅依最重罪之法定刑处断（吸收原则），但不得轻于轻罪之法定刑下限（封锁效果）。此依禁止重复评价、一罪不二罚原理推出。

### 同種想像競合
若一行为所实现之不法构成要件为同一，称为「同种想象竞合」（德語：gleichartige Idealkonkurrenz）。如甲向乙丙抛掷炸弹致二人死亡，为两个故意杀人罪之想象竞合。

### 異種想像競合
或者不同，则为「异种想象竞合」（德語：ungleichartige Idealkonkurrenz）。如甲为损毁乙之屏风，而推倒屏风，同时将阻止其动作的乙砸伤，系故意毁坏财产罪与故意伤害罪之想象竞合。

## 德國想像競合論體系
在德国刑法竞合论体系中，想象竞合与实质竞合系纯正竞合，二者区别在于前者为行为单数后者为行为复数。但由于不纯正竞合的存在，需在行为单数中排除法规竞合方可得出想象竞合，在行为复数中排除共罚之前后行为方可得出实质竞合。

## 日本與中華民國想像競合論體系
在《日本刑事法》、《中華民國刑法》罪数论体系中，想象竞合原系科刑的一罪，与牵连犯、连续犯并列，由于立法与学说上皆力求去除后两者，故仅余想象竞合。

### 通說見解
其見解認為應以行為人之意思決定數量，並作為行為數之判斷。

### 實務見解
其見解認為如行為人於實行狀態犯前，必須先行繼續犯，才得以實行狀態犯，此時應為想像競合。

## 中國大陸想像競合論體系
刑法没有明文规定的想象竞合犯，但这一概念在刑法理论上一直是被承认的，并为司法实践所普遍接受。想象竞合犯是一个犯罪行为触犯数个罪名，但依照比较重的罪处罚。而数罪并罚是实施了数个行为，分别构成几个不同的犯罪，然后数罪并罚。两者区别在于犯罪行为数不同，想象竞合犯是一个罪，数罪并罚犯是多个。

## 外部連接
1. ↑  .   [2019-07-28]. （原始内容存档于2019-07-28）.